# Batumi
Batumi sau Batum (ბათუმი în georgiană) este un oraș și cel mai mare port din Georgia, capitala Republicii Autonome Adjaria. Orașul are 122 mii de locuitori și este una din cele mai importante stațiuni de pe Coasta Caucaziană a Mării Negre. La Batumi se află cel mai mare acvariu din fosta URSS și cea mai mare gradină botanică din Georgia (este și una din cele mai mari și bogate grădini botanice din spațiul ex-sovietic). Printre obiectivele turistice ale orașului se mai numără și Cetatea Batumi, construită de turci în sec. XVII.
Tot la Batumi se află și capătul liniei ferate trascaucaziene și capătul conductei de petrol Baku. Orașul se află la aprox. 20 km de granița cu Turcia, într-o zonă subtropicală, bogată în citrice și ceai.
Industrii dezvoltate sunt cele de construcții navale, industria alimentară și cea ușoară.

## Personalități născute aici
- Lamara Cekonia (n. 1930), soprană.